# Scutellaria petenensis
Scutellaria petenensis là một loài thực vật có hoa trong họ Hoa môi. Loài này được Lundell miêu tả khoa học đầu tiên năm 1945.